# Pastós
Os pastós, também chamados de pachtuns ou pachtos (em pastó: پښتون,; romaniz.: pashtūn ou pakhtūn; em urdu: پٹھان,; em hindi: पठान), são um grupo etnolinguístico localizado principalmente no leste e no sul do Afeganistão e, no Paquistão, nas províncias de Caiber Paquetuncuá e do Baluchistão e nas áreas tribais administradas pelo governo federal. Os pastós caracterizam-se pela sua língua própria (o pastó), pelo seu código de honra religioso pré-islâmico e pela prática do islamismo.

## História

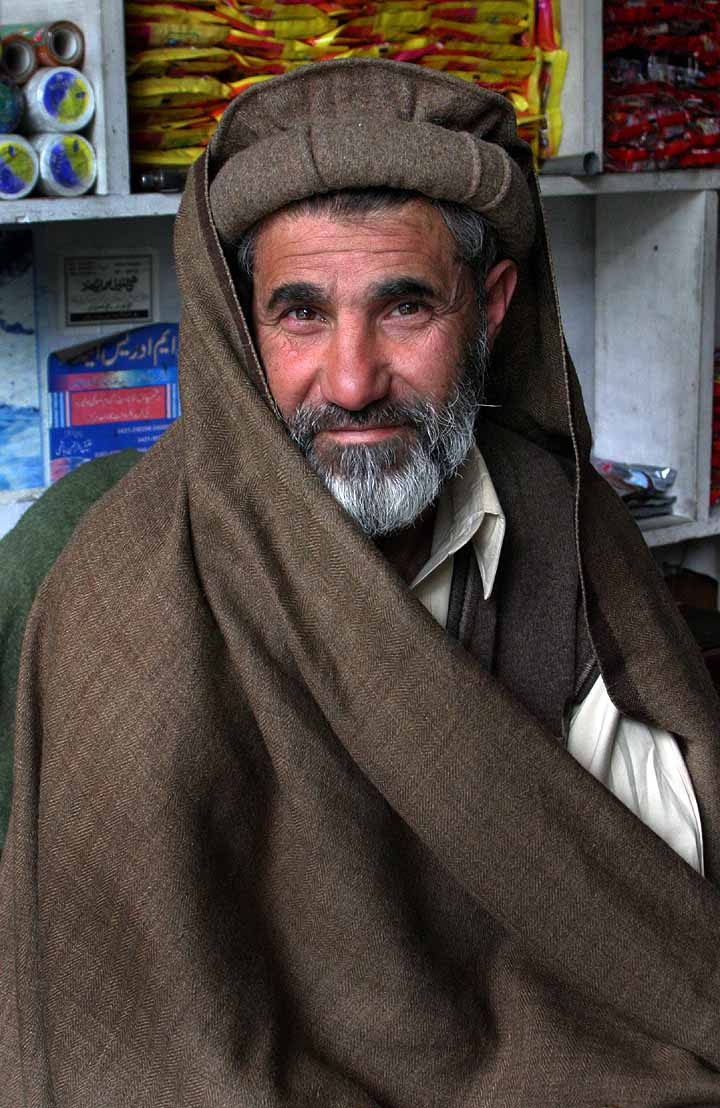
Homem pastó do norte do Paquistão.

Embora raramente unidos, os pastós sobreviveram a uma história turbulenta, que começou há séculos. Sua história recente teve início com o Império Durrani, a partir de 1747. A proeza marcial pastó já era famosa no tempo de Alexandre, o Grande, e foram um dos poucos povos que lograram conter o imperialismo britânico no século XIX, derrotando por duas vezes as forças expedicionárias enviadas da Índia, a primeira vez em 1839-1842 e a segunda em 1878-1880.

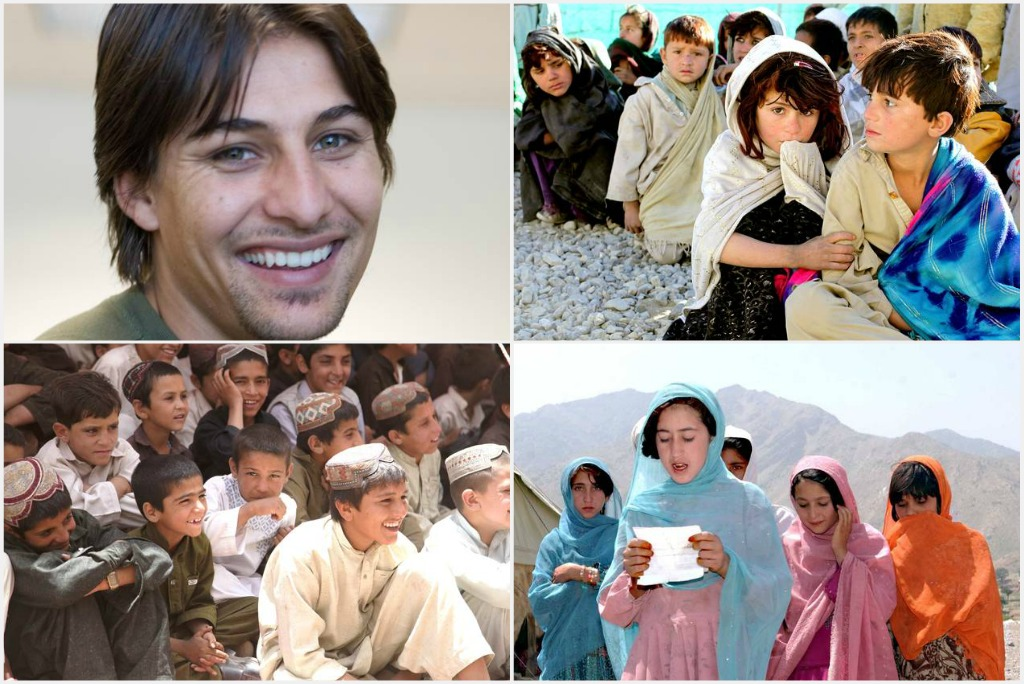
Cenas da vida da etnia pastó no Afeganistão

A participação dos pastós foi essencial para combater a invasão do Afeganistão pela União Soviética, entre 1979 e 1989, com o mais famoso dos líderes guerrilheiros desta etnia a ser Gulbuddin Hekmatyar. Mais recentemente, formavam o principal grupo étnico dos talibãs, havendo atuado na ascensão e queda daquele movimento liderado pelo mulá Mohamad Omar. Derrubado o regime talibã em finais de 2001, os pastós modernos têm se envolvido na reconstrução do Afeganistão e o presidente Hamid Karzai é um dos seus. Mas no Sul do Afeganistão, os talibãs têm reconquistado influência junto das tribos pastós. Este grupo étnico forma também uma importante comunidade no Paquistão, onde constituem a segunda maior comunidade.

## População
Estima-se a população total de pastós em mais de 40 milhões de pessoas, embora seja difícil contá-la por não ter havido censos populacionais no Afeganistão desde 1979. No Paquistão, sua natureza migratória e o hábito de isolar as mulheres complicam a tarefa de contagem.